# Chiesa di Sant'Antonio da Padova (Asiago)
La chiesa di Sant'Antonio da Padova è una chiesa cattolica situata a Sasso, frazione di Asiago in provincia di Vicenza. È sede parrocchiale e fa parte della diocesi di Padova.

## Storia

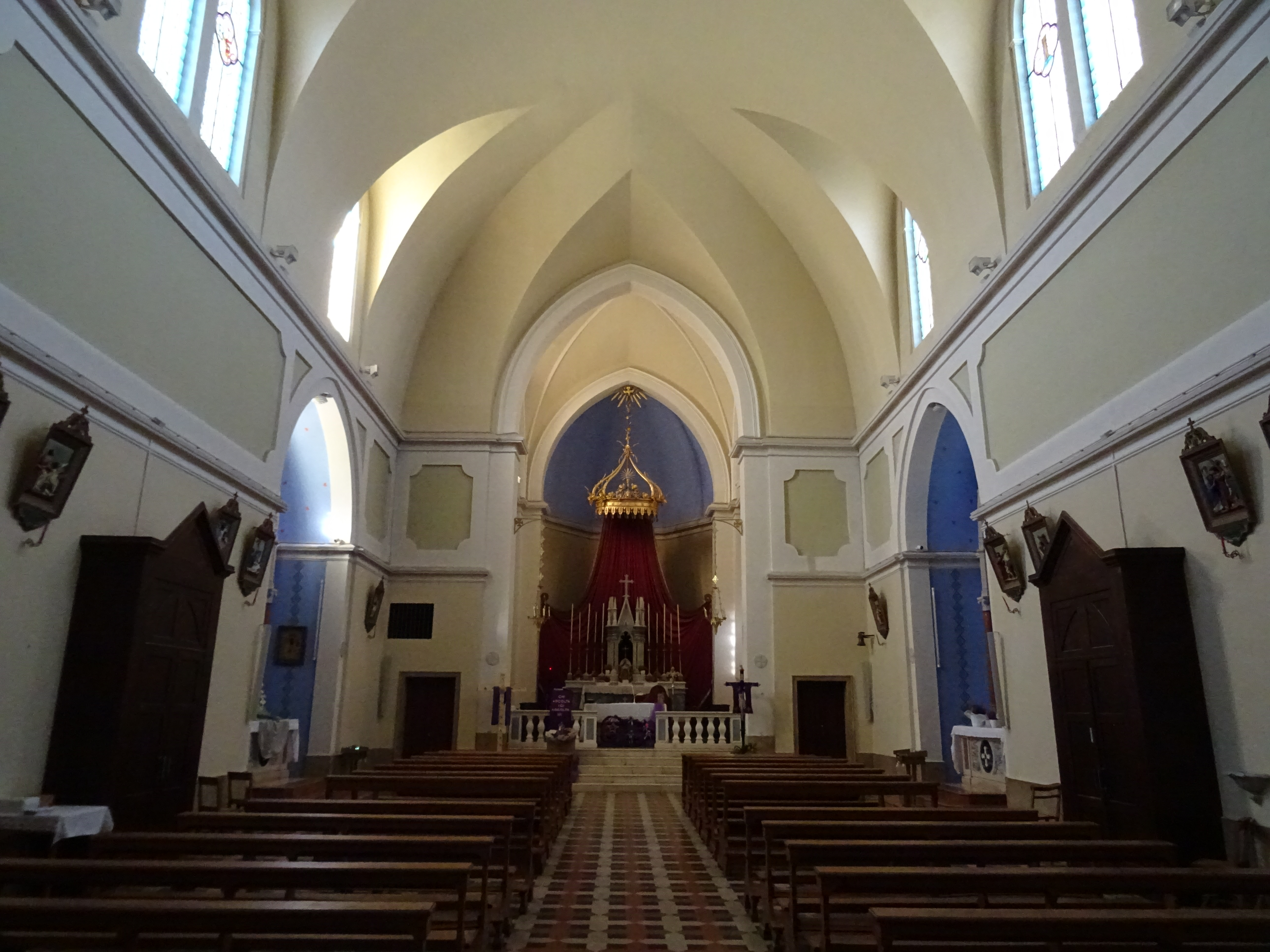
Interno

Per via della grande distanza (14 Km) dalla chiesa madre di Asiago, verso la fine del Cinquecento a Sasso venne costruita una chiesa, già intitolata a sant'Antonio di Padova. Il 1º settembre 1602 essa ricevette la visita pastorale del vescovo di Padova Marco Corner, che concesse la facoltà di celebrare una messa per amministrare l'Eucaristia a infermi e malati. Dagli atti di una visita di Gregorio Barbarigo del 20 settembre 1672 si apprende che la chiesetta non era officiata, ma quando Barbarigo vi tornà il 25 settembre 1687 trovò invece un cappellano curato che abitava in una casa messa a disposizione dal comune di Asiago e celebrava la messa nelle feste di precetto.
La chiesa venne riedificata dalla popolazione prima della successiva visita pastorale, effettuata il 28 settembre 1723 da Gianfrancesco Barbarigo, ed entro la visita di Carlo Rezzonico del 27 giugno 1743 vennero costruiti anche sagrestia e campanile; in tale occasione il vescovo concesse di poter allestire un cimitero. Il 21 luglio 1812 l'arciprete di Asiago ottenne dal vescovo Dondi dall'Orologio che la chiesa di Sasso potesse conservare il Santissimo Sacramento ed essere dotata di fonte battesimale.
L'edificio fu nuovamente ricostruito a inizio Novecento: la prima pietra venne benedetta il 13 giugno 1902, e i lavori terminarono a novembre 1906; la benedizione delle campane, alloggiate in una piccola torre, seguì nel gennaio 1908. La chiesa subì alcuni danni a causa dei bombardamenti della prima guerra mondiale ma non venne restaurata che negli anni '50.
Il 16 aprile 1951, su richiesta dei fedeli, la curazia venne elevata a parrocchia, staccandone il territorio da quelli di Asiago e Lusiana; dopo la visita pastorale del 19 maggio 1952 la chiesa venne finalmente restaurata, e anche dotata di un nuovo campanile, benedetto il 13 agosto 1958.
Dal novembre 2009 la parrocchia fa parte dell'unità pastorale di Gallio, insieme a Stoccareddo e Foza.

## Descrizione

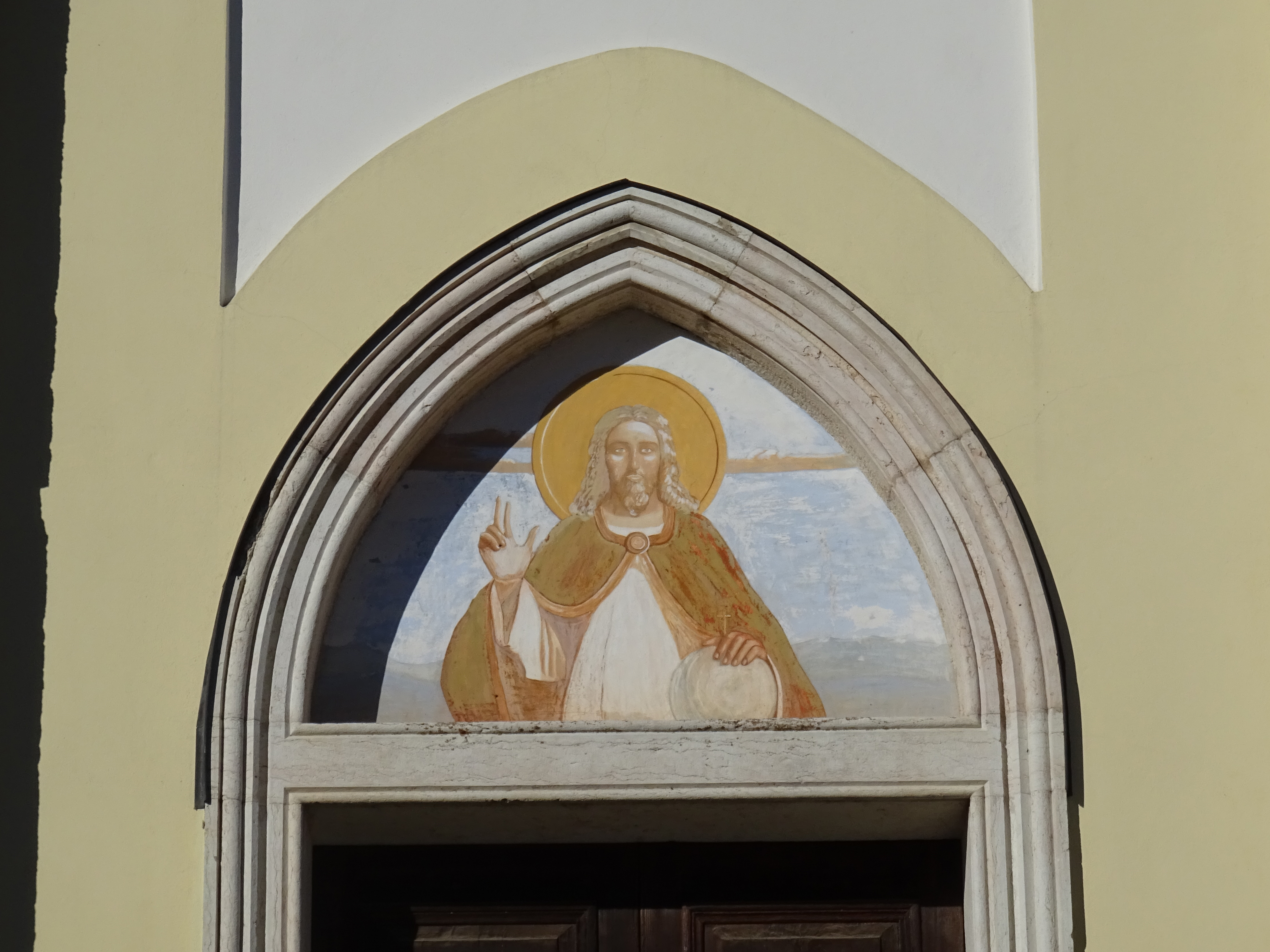
Affresco in facciata

### Esterno
La chiesa, in stile neogotico, sorge al centro del paese di Sasso, orientata verso nordovest. Si presenta con facciata a salienti, suddivisa in sei sezioni da un cornicione e da lesene con pietre a vista. L'unica apertura è il portale d'accesso, sormontato da una lunetta archiacuta contenente un'immagine di Cristo benedicente e, più in alto, da uno stemma episcopale. Ai lati sono presenti due nicchie vuote.
Sulla sinistra, staccato dal corpo della chiesa, si erge il campanile; è una torre a base quadrata, con feritoie e orologio, cella campanaria aperta da grandi monofore archiacute e cuspide piramidale.

### Interno

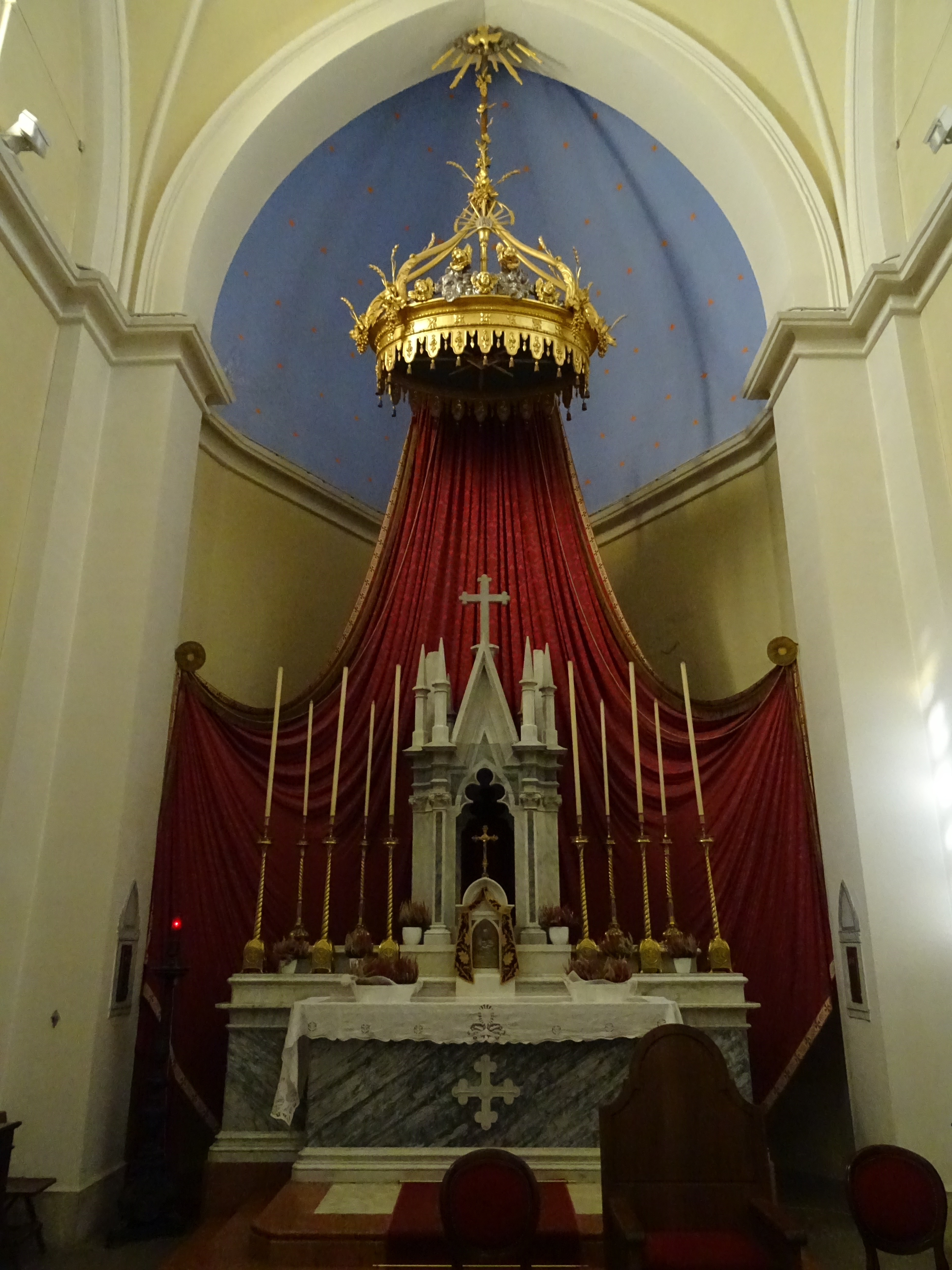
Altare maggiore

L'interno è a una sola navata, voltata a lunetta, con quattro cappelle laterali poco profonde, due per lato, all'inizio e alla fine dell'aula: quelle più vicine all'ingresso ospitano il confessionale (opera lignea neogotica di Pietro Dalla Vecchia) e il fonte battesimale, le altre ospitano due altari laterali. Sulle pareti sono affisse le stazioni della Via Crucis, in gesso dipinto.
L'arco santo archiacuto introduce all presbiterio, rialzato di cinque gradini. L'altare maggiore ospita il tabernacolo, il cui sportello, in lamina di ottone e argento, è stato realizzato da Luciano Bartoli.